# Aire urbaine de Manosque
 (juillet 2025).
Si vous disposez d'ouvrages ou d'articles de référence ou si vous connaissez des sites web de qualité traitant du thème abordé ici, merci de compléter l'article en donnant les références utiles à sa vérifiabilité et en les liant à la section « Notes et références ».
L'aire urbaine de Manosque est une aire urbaine française centrée sur les 4 communes de l'unité urbaine de Manosque, dans les Alpes-de-Haute-Provence. Composée de 8 communes, elle comptait 37 929 habitants en 2013.

## Caractéristiques en 1999
D'après la définition qu'en donne l'INSEE, l'aire urbaine de Manosque est composée de 6 communes, situées dans les Alpes-de-Haute-Provence. Ses 32 383 habitants font d'elle la 190e aire urbaine de France.
3 communes de l'aire urbaine sont des pôles urbains.
Le tableau suivant détaille la répartition de l'aire urbaine sur le département (les pourcentages s'entendent en proportion du département) :
| Département             | Communes | Communes (%) | Superficie (km²) | Superficie (%) | Population (1999) | Population (%) |
| ----------------------- | -------- | ------------ | ---------------- | -------------- | ----------------- | -------------- |
| Alpes-de-Haute-Provence | 6        | 3,0          | 165,83           | 2,4            | 32 383            | 23,2           |